# Cyphotilapia
Рід налічує 2 види риб родини цихлові.

## Види
- Cyphotilapia frontosa (Boulenger 1906)
- Cyphotilapia gibberosa Takahashi & Nakaya 2003